# Festival Spasm
Le Festival Spasm est un festival de cinéma québécois fondé en 2002 par Jarrett Mann, Benoit Guérard, Gil Brousseau et Sylvain Raymond. Son objectif: promouvoir le cinéma indépendant québécois de style science-fiction et horreur.
Depuis 2006, les meilleurs courts-métrages présentés lors du festival sont disponibles en DVD (d'abord séparément, puis en coffret depuis 2009). Depuis 2010, le festival laisse l'entrée libre au cinéma indépendant international.

## Produits du festival SPASM
Les produits du festival SPASM sont distribués par Distribution Select.
- Mars 2006 : Compilation Festival SPASM Horreur vol. 1 (FSDVD221492/622406221492)
- Juillet 2006 : Jarrett Mann - Le chalet (PSDVD2215/622406221591)
- Octobre 2006 : Compilation Festival SPASM Horreur vol. 2 (FSDVD2216/622406221690)
- Mai 2007 : Compilation Festival SPASM Science-Fiction vol. 1 (FSDVD2217/622406221799)
- Octobre 2008 : Compilation Festival SPASM Horreur vol. 3 (FSDVD2218/622406221898)
- Mai 2009 : Compilation Festival SPASM Action vol. 1 (FSDVD2219/622406221997)
- Octobre 2009 : Festival SPASM - Coffret de collection 5 DVD (FSDVD52220/622406222093)
- Octobre 2010 : Laurent Sebelin - Burn Paris Burn (FSDVD2221/622406222192)
- Octobre 2011 : Steve Villeneuve - Under the scares (FSDVD2222/622406222291)
- Mai 2012 : Compilation Festival SPASM Horreur vol. 4 (FSDVD2223/622406222390)